# 超環面儀器

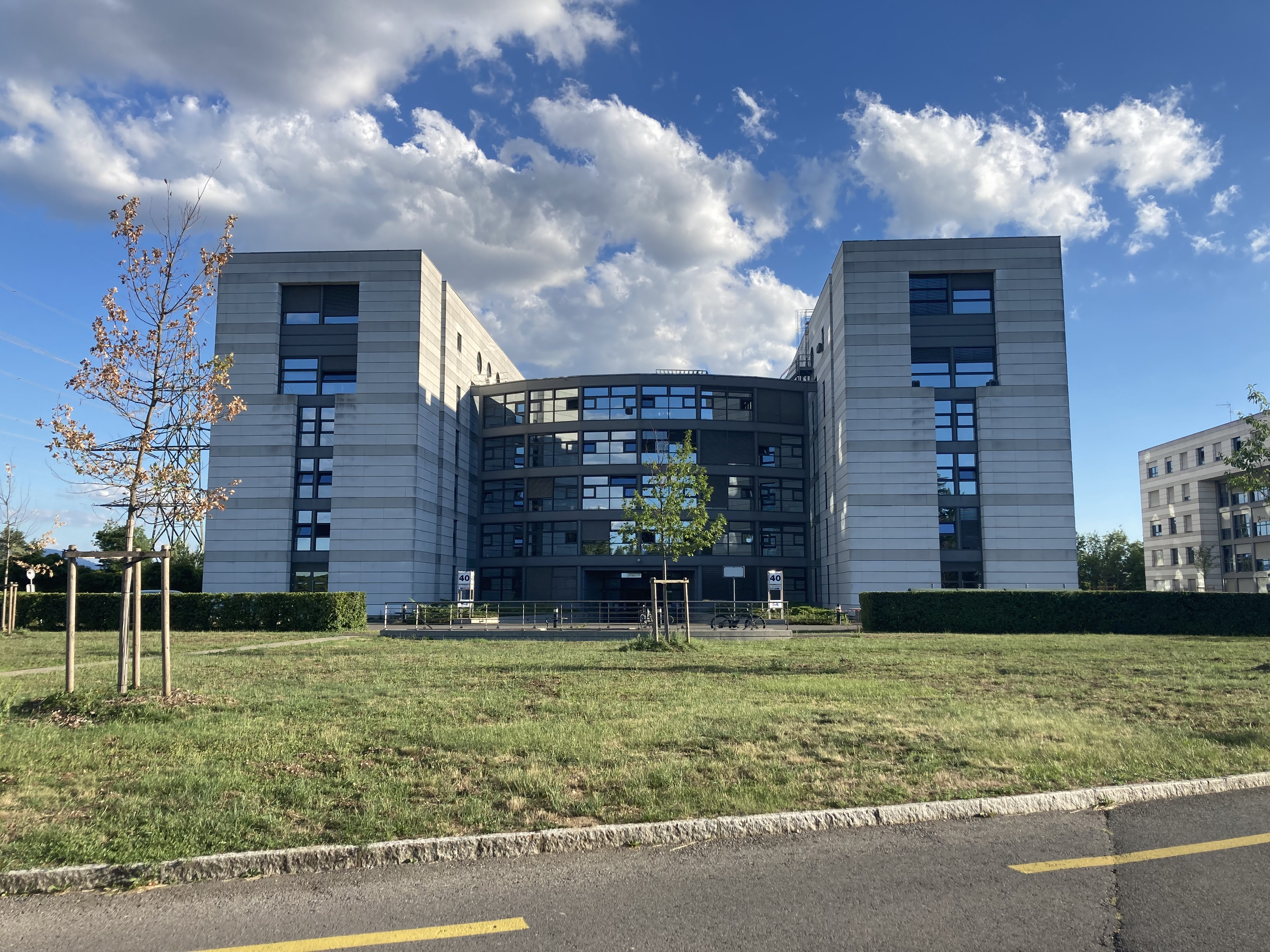
超環面儀器實驗團隊總部。

超環面儀器（英語：A Toroidal LHC ApparatuS, ATLAS），是歐洲核子研究組織（CERN）的大型強子對撞器（LHC）所配備的七大實驗探測器之一。此實驗專門為觀測涉及高質量粒子的現象而精心設計建造；使用先前較低能量的粒子加速器無法觀測到這些現象。物理學者希望此實驗能為在標準模型之後關於粒子物理學的新理論找到一些線索。
超環面儀器的長度為44m，直徑為25m，總重量為7000ton，內部連接的電線長達3000km。大約有來自38個國家174個學術機構的3000位科學家和工程師共同參與這實驗計畫。最初15年，團隊領導為彼得·堅倪，從2009年至2013年，法比奥拉·吉亞諾提是第二任領導人，從2013年開始，團隊領導為大衛·查爾頓。2012年7月4日，CERN宣布，緊湊渺子線圈（CMS）探测到质量为125.3±0.6GeV的新玻色子（超過背景期望值4.9个标准差），超環面儀器测量到质量为126.5GeV的新玻色子（5个标准差），这两種粒子极像希格斯玻色子。後來確認就是希格斯玻色子。

## 歷史

超環面儀器實驗團隊的標誌

1992年，先前提出的EAGLE（Experiment for Accurate Gamma, Lepton and Energy Measurements，精確光子輕子能量測量實驗）計畫與ASCOT（Apparatus with Super COnducting Toroids，超導環場儀器）計畫合併為ATLAS實驗計畫，意圖為大型強子對撞機建造一個多用途粒子探測器。此探測器還整合了早先為超導超大型加速器所做的探測器研發成果。ATLAS實驗的最終計畫於1994年提出，並在1996年由CERN的參與國家正式提供資金。很多大學與國家型實驗室也在之後幾年陸續加入。至今，仍有許多研究機構與物理學者新參與此計畫。探測器組件是由各個研究機構分別研發製造，於2003年，這些組件開始被運送至CERN的ATLAS實驗所在地進行組裝。
2008年ATLAS實驗設施安裝完畢。同年9月10日，ATLAS實驗第一次探測到粒子束事件。9天後，在暖機過程時，發生磁體失超事件，使得收集數據的工作延遲了1年多。修理耗費了幾個月時間，電路缺陷探測系統與快速失超控制系統的功能也被大幅度提升。2009年11月20日，LHC重新注入粒子束。23日，LHC的兩道粒子束同時沿著圓形軌道循環，ATLAS探測器首先收集到質子質子碰撞數據，能量為450 GeV每粒子束。之後，ATLAS探測器持續不斷的收集數據。在這期間，LHC能量也不停增加，到2009年底，已達1,180 GeV每粒子束，整個2010年與2011年，能量為3,500 GeV每粒子束，2012年，又提升到4,000 GeV每粒子束。之後關閉了兩年，在2015年，更提升到6,500 GeV每粒子束。
2019年7月31日，大型強子對撞機的超環面儀器實驗團隊宣布找到光子與光子散射的確切證據，超過背景期望值8.2 個標準差。

## 背景

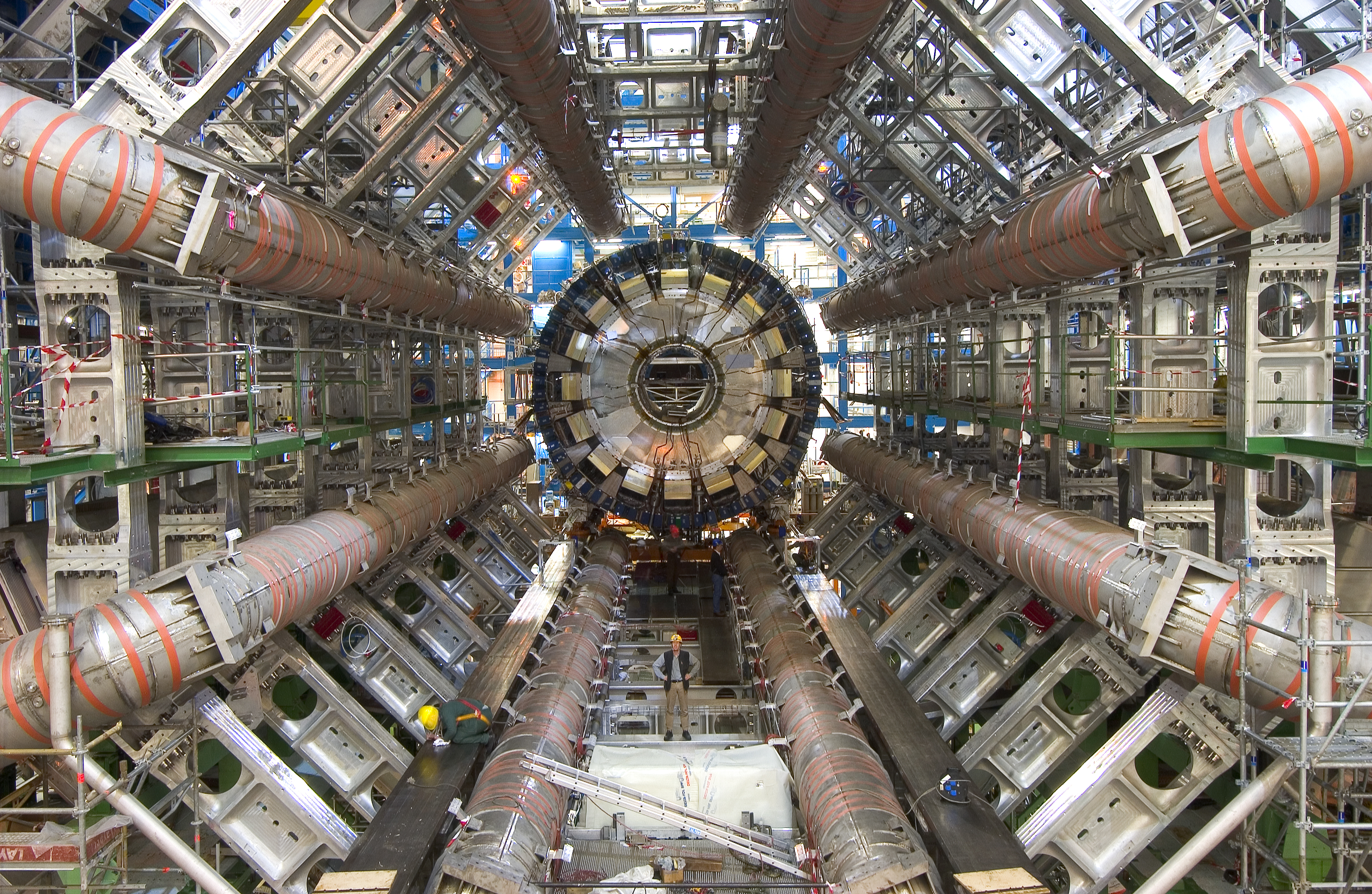
建造中的ATLAS探測器，顯示出8個環狀磁鐵。圖片拍攝於2005年11月。從画面的技工，可以知悉设备的尺寸。

历史上第一台回旋加速器是由欧内斯特·劳伦斯于1931年研制。这台回旋加速器的半径只有几厘米，只能製成大约1MeV能量的粒子。从那时起，为了製成更大能量粒子，加速器技術進步飛速。随着加速器的不断升級，它們研究的已知粒子的列表也變得越來越長。目前描述粒子相互作用最为完整的模型稱為标准模型。所有标准模型预测的粒子都已经從實驗中證實存在。
尽管标准模型预言了夸克、电子以及中微子的存在，它并没有解释不同粒子间的质量为何有如此大的差别。根据这一违反“规律”的事实，许多粒子物理学家相信标准模型在能量超过一定界限（约1 TeV）时，标准模型可能会失效。假若观测到這種超越標準模型的物理行為，物理學者希望找到一種嶄新模型，能夠複製標準模型已得到的結果，又能夠描述更高能量的粒子物理行為。目前大多数已经提出的理论预言了新的高质量粒子，其中有一些粒子的质量较低，可以通过超環面儀器观察。
超環面儀器是個多用途粒子探測器。當大型強子對撞機製成的質子束在探測器的中心點進行散射實驗時，很多各種各樣具有不同能量的粒子會被生成。超環面儀器並不專注於某特定物理過程，它的設計目標是廣泛地探測各種可能發生的信號。這樣可以保證，不論新物理過程或任何新粒子的形式為何，超環面儀器都都夠探測到它們的出現，並且測量出它們的物理性質。在此之前的對撞機實驗，例如美國費米實驗室的兆電子伏特加速器以及LHC的前身──大型電子正子對撞機，都是基於相同的設計理念。但是大型強子對撞機所面對的獨特挑戰──前所未有的高能量以及極高的對撞頻率──要求超環面儀器比先前所建成的探測器更為龐大與複雜。
周长27公里的大型强子对撞機会让两束质子发生对撞，每个质子具有7 TeV的能量，这能量足以製成具有目前已知粒子十倍质量的粒子（假想这样的粒子存在）。大型强子对撞機产生的能量是最早第一台粒子加速器的7百万倍，因此它是新一代粒子加速器的典型代表。
粒子加速器製成的高能量粒子必须通过粒子探测器观察。虽然质子撞击时会发生有趣的现象，仅仅产生这样的现象是不够的。粒子探测器必需能夠探测这些粒子，测量它们的质量、动量、能量、帶電量和自旋。为了辨识粒子束撞击在相互作用点所製成的每一個粒子，粒子探测器通常必须设计成类似洋葱的构造。不同类型的探测器组成了不同的检测层，每一种探测器都專精於检测某特定种类的粒子。粒子在不同检测层留下的信息可以用来确认粒子的身份，并精确測量其能量和动量。探测器內每一检测层的角色稍後會詳細研討。当加速器产生的粒子的能量增加，相应的探测器的量程必须以相当的尺度增长，从而测量更高能量的粒子。截止於2008年，ATLAS是已经建成的最大的粒子探测器。

## 物理计划

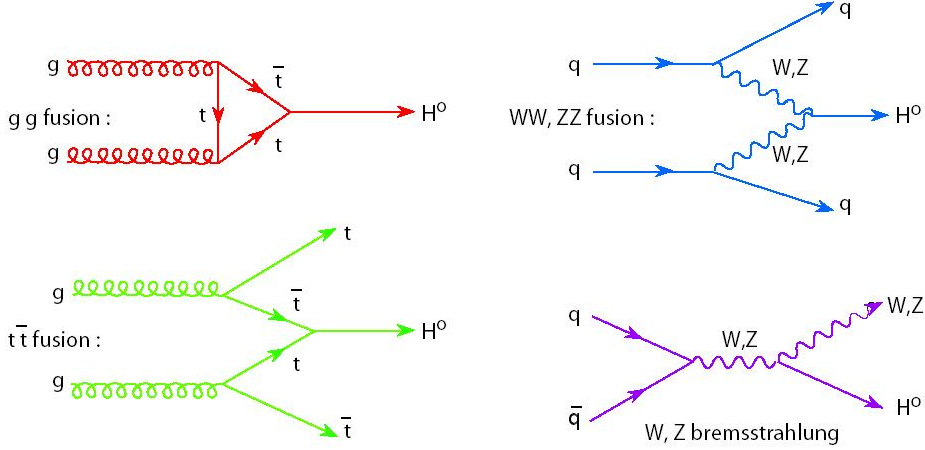
LHC製成希格斯玻色子的幾種不同機制的費曼圖。

ATLAS计划探究许多可能會在LHC的高能碰撞裏被探测到的物理现象，其中有一些是对标准模型的证实或测量精度的加强，而其它可能是新物理理论的重要線索。
ATLAS最主要的实验目標之一是发现标准模型的一个之前尚未證實的粒子——希格斯玻色子。在標準模型裏，電弱對稱性破缺促使規範向量場獲得質量，但又額外生成了多餘的零質量戈德斯通玻色子。選擇適當的規範，可以除去這零質量戈德斯通玻色子，只存留帶質量純量場（希格斯玻色子）與帶質量規範向量場（W及Z玻色子）。這整個稱為希格斯機制的過程可以解釋為什麼負責傳遞弱相互作用的W及Z玻色子具有質量，而負責傳遞電磁相互作用的光子不具有質量。由於實驗證實希格斯玻色子存在，希格斯機制獲得極大的肯定，特別是對於為什麼某些基本粒子具有質量這問題的解釋，也可以確定標準模型基本無誤。
從希格斯玻色子的衰變產物的形式，可以探測到希格斯玻色子的存在。最容易觀測到的的是2个光子、2个底夸克或4个轻子。有时，只能從这些衰变与其他额外的粒子的相联作用，才能夠確切识别为源于希格斯玻色子。这样的例子可以参见右边的费曼图。
有些理論不需要希格斯玻色子的存在。這些理論稱為無希格斯模型，例如彩色模型。
將物质与反物质的物理行为做比較，所觀測到的不对称性被称作CP破坏，这題目也包括在ATLAS的研究範圍內。目前关于CP破坏的实验，例如BaBar实验和Belle实验，还没能够在标准模型裏蒐集到足够的CP破坏證據來解释宇宙中缺少反物质的原因。新的物理模型很可能会引入额外的CP破坏，從而为这个问题带来新線索。這些模型可以從新粒子的生成而直接被證實，或者通过测量B-介子的属性而間接被證實。LHCb是LHC的一个子实验，其目标是探究B-介子，所以比較適合後面那种间接探索的方法。
顶夸克於1995年在费米国立加速器实验室被发现，但至今為止，對於这种粒子的属性，只做了一些较为粗略地测量。LHC能提供更高的能量和粒子碰撞率，从而製成大量的顶夸克，使得ATLAS能够对该粒子进行更加精确的测量，并探究顶夸克与其他粒子间的相互作用。这些测量可以为标准模型的细节提供间接的信息，或许会揭露它与新物理现象之间的不一致。ATLAS也會對其他粒子進行類似的精确测量。例如，ATLAS最终可能会测定W玻色子的质量，精确度有望达到先前的两倍。
直接寻找一种新的物理模型可能是ATLAS中最激动人心的部分。目前很多研究的主题是超对称破壞理论。此理论十分流行，因為它有可能解决理论物理学中一系列问题，在几乎所有弦理论裏都會遇到它。超对称模型涉及新的、极大质量的粒子。在许多情况裏，这些粒子衰变成高能夸克和稳定的高质量粒子（这些粒子不太可能与一般物质发生相互作用）。这些稳定粒子会从探测器中逃逸，留下一个或多个高能夸克喷注的迹象，以及大量遗失动量。其它一些假想的重粒子，例如卡鲁扎-克莱因理论中的那些粒子，可能会留下相似的迹象，但是这些例子的发现肯定指出，超越标准模型之外，必定有某种不同的物理理论。
还有一个微乎其微的可能（假若宇宙具有大尺寸的額外維度）是LHC制造出微观黑洞。它们会通过霍金辐射立即衰变，以相同的数量生成标准模型中所有的粒子，并在ATLAS探测器中留下一个無可否認的迹象。實際而言，如果这现象发生，則关于希格斯玻色子以及顶夸克的研究将会從黑洞生成的这些粒子展开。

## 设备

電腦繪製的ATLAS探测器剖視圖展示出內部各種設備。
（1）緲子探測器
磁鐵系統：
（2）環狀磁鐵
（3）螺線管磁鐵
內部探測器：
（4）躍遷輻射跟蹤器
（5）半導體跟蹤器
（6）像素探測器
量能器：
（7）液態氬量能器
（8）磚片量能器

ATLAS探测器是由以相互作用點為中心的一系列同中心軸圓柱殼型設備和其兩端的圓盤型設備所組成，主要分为四个部分：内部探测器、量能器、緲子探測器和磁鐵系統。其中每一个部分又细分为好幾层。各個探测器的功能相輔相成：内部探测器精确地确定粒子的轨迹，量能器测量那些被截止粒子的能量，緲子系统则提供高度穿透性緲子的额外测量数据。磁鐵系統所產生的磁場促使带电粒子在移動於内部探测器時发生偏转，緲子谱仪可以從偏轉的曲率测得这些粒子的动量。
中微子是唯一不能直接被探测到的已知稳定粒子；從仔細分析被探测到的粒子的动量不平衡现象，可以推斷出中微子的存在。为了实现上述目标，探测器必须是密封探测器，并必须探测到所有除了中微子以外的粒子，避免存在有任何探测盲點。保持探测器在質子束附近的高辐射區具有良好性能，這是工程學的一个极大挑战。

### 内部探测器
内部探测器的內圓柱面始於距离质子束轴几厘米的位置，而外圓柱面則向外延伸至1.2m半径，在质子束軸方向总长度为7m。通过探测散射出的带电粒子与在各個不同位置的材料的相互作用，可以跟踪這些粒子的运动，這是內部探測器的基本功能，所獲得的數據能夠揭示粒子的种类及其动量方面的细节信息。由於内部探测器沉浸於2Tesla磁場，移動於其空間的带电粒子會发生偏转，其方向显示了带电粒子的电性，其角度则显示了粒子的动量大小。根据轨迹的起点可以给粒子身份确认提供有用的信息。例如，假若一系列粒子轨迹的初始点不是质子与质子的碰撞点，这就标志着这些粒子是源于底夸克的衰变。
内部探测器具有三个部分，下面将予以詳細說明。

#### 像素探测器
像素探测器（Pixel Detector）是该探测器最裏面的部分，包含了三个筒形層，在兩端的端帽（end-cap）分别有三个圓盤。對於每個粒子軌跡可以給出三個精確位置。在這些筒形層與圓盤上面，总共裝有1,744个同樣的模块。每个模块可以测量2cm×6cm的面积，其探测材料是由厚度为250μm的硅构成。每个模块包含16个用於读出数据的芯片和其他相关电子元件。探測的最小单位是1个像素，尺寸为50μm×400μm。每个模块含有47,268像素，專門設計用來在相互作用点附近精确跟踪粒子，又有16个內嵌的、用於读出数据的芯片和其他相关电子元件。像素探测器总共有超过8千万个数据读出通道，是读出通道总数的一半，如此庞大的规模在设计和工程方面造成了巨大挑战。除此之外，由於像素探测器离相互作用点很近，會暴露於強烈辐射，这是另一个巨大挑战。该探测器的每一個元件都必须进行强化，从而能够抵抗核辐射，在接受大量辐射之后还能保持正常工作。為了降低輻射線的損害，溫度必需保持在-6°C左右。

#### 半导体跟踪器
半导体跟踪器（Semiconductor Tracker, SCT）是内部探测器的中间部分。它含有四个筒形層，在兩端的端帽分别含有九个圓盤。對於每個粒子軌跡它可以給出至少四個精確位置；筒形層总共裝有2,122个相同模块，而圓盤总共裝有1,976个模块，大約分為三種不同類型。
半导体跟踪器的概念和功能与像素探测器相似，但是最小单位的形狀不是微小像素，而是窄長細條。每個細條可以测量80μm×12.6cm的范围，測量面积比較大，比較符合經濟效益。每個筒形層模块裝有兩層長方形硅傳感器。每個傳感器含有768個窄長細條，可以測量62mm×124mm的面积。圓盤模塊裝有兩層楔子形硅傳感器。每個傳感器含有768個高窄梯形細條，高度有6cm或12cm兩種，窄度從55μm到95μm。半导体跟踪器總共具有620万個读出数据通道，总測量面积达到61m2。
由於半导体跟踪器測量粒子的範圍比像素探测器更大，具有更多的采样点，大致相等的（雖然是一維的）精确度，對於基本跟蹤散設粒子在垂直於粒子束的平面的運動，它是内部探测器的最关键儀器。

#### 跃迁辐射跟踪器

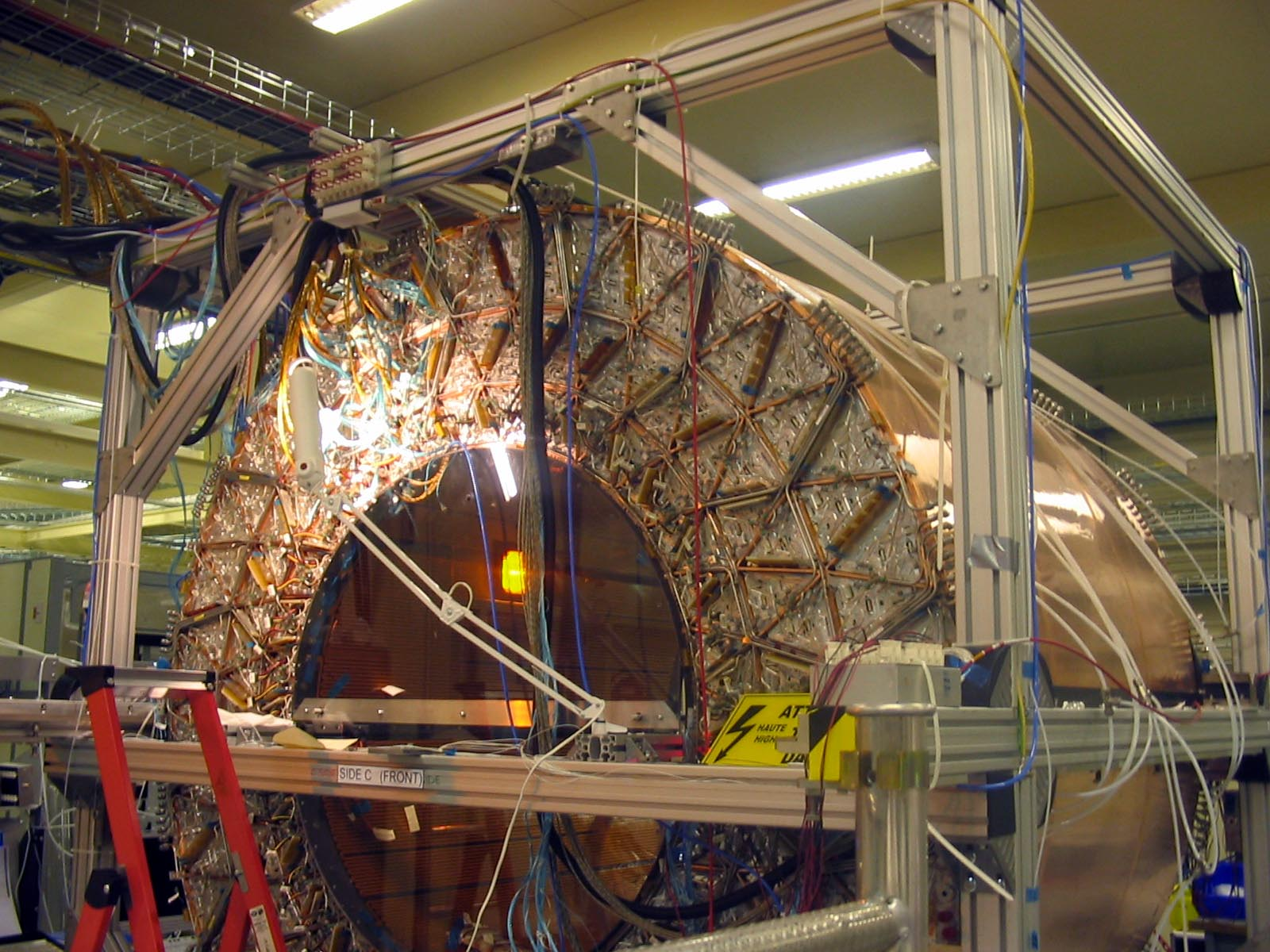
2005年9月，跃迁辐射跟踪器的筒形層部分已經在地面組裝完畢，正在利用宇宙線進行測試。

跃迁辐射跟踪器（Transition Radiation Tracker, TRT）是内部探测器的最外面部分，是由麥管跟蹤器（straw tracker）和跃迁辐射探测器共同結合而成的儀器。跃迁辐射跟踪器主要有兩個功能：第一是準確地跟蹤帶電粒子。第二是正確地辨識電子。
跃迁辐射跟踪器的探测原件是漂移管（麥管），直径为4mm。長度有144cm（筒形層部分）與37cm（端帽部分）兩種麥管。跃迁辐射跟踪器总共擁有298,000條麥管。每個粒子軌跡會穿過平均35條麥管。轨迹位置测量的不确定度大约是200μm。雖然精确度不如前面所述的两种探测器，但为了降低覆盖大体积以及獲得跃迁辐射探测能力這兩種因素所带来的高额成本，这較低的精確度是必要的牺牲。每一條麥管裏都充满了氙氣體混合物，當帶電粒子經過時，氣體混合物會被離子化。麥管保持着-1500V电压，迫使阴离子朝著位於麥管中心軸的细导线移动，从而產生电流脉冲（信号）於鍍金的细鎢导线。分析這些出現脉冲信号的导线所形成的圖案，就可以确定离子运动的轨迹。
在筒形層部分相鄰麥管之间的空間，填滿了聚丙烯纖維。在端帽部分，相鄰麥管層之間，安插了聚丙烯箔紙層。當運動速度接近光速的超相对论性帶电粒子通過不同折射率材料的介面時，會产生跃迁辐射光子。這主要是發生在聚丙烯材料與空氣的介面。通常，在跃迁辐射跟踪器裏，由電子產生的光子會在麥管給出較高的能量（～8-10keV），而由π介子產生的光子會給出較低的能量（～2keV）。因此，設定適當的能量閾值（～6keV），從計算每個粒子由於跃迁辐射而給出光子能量超過閾值的次數，可以有效地辨識出這粒子是否為超相对论性電子。

### 量能器

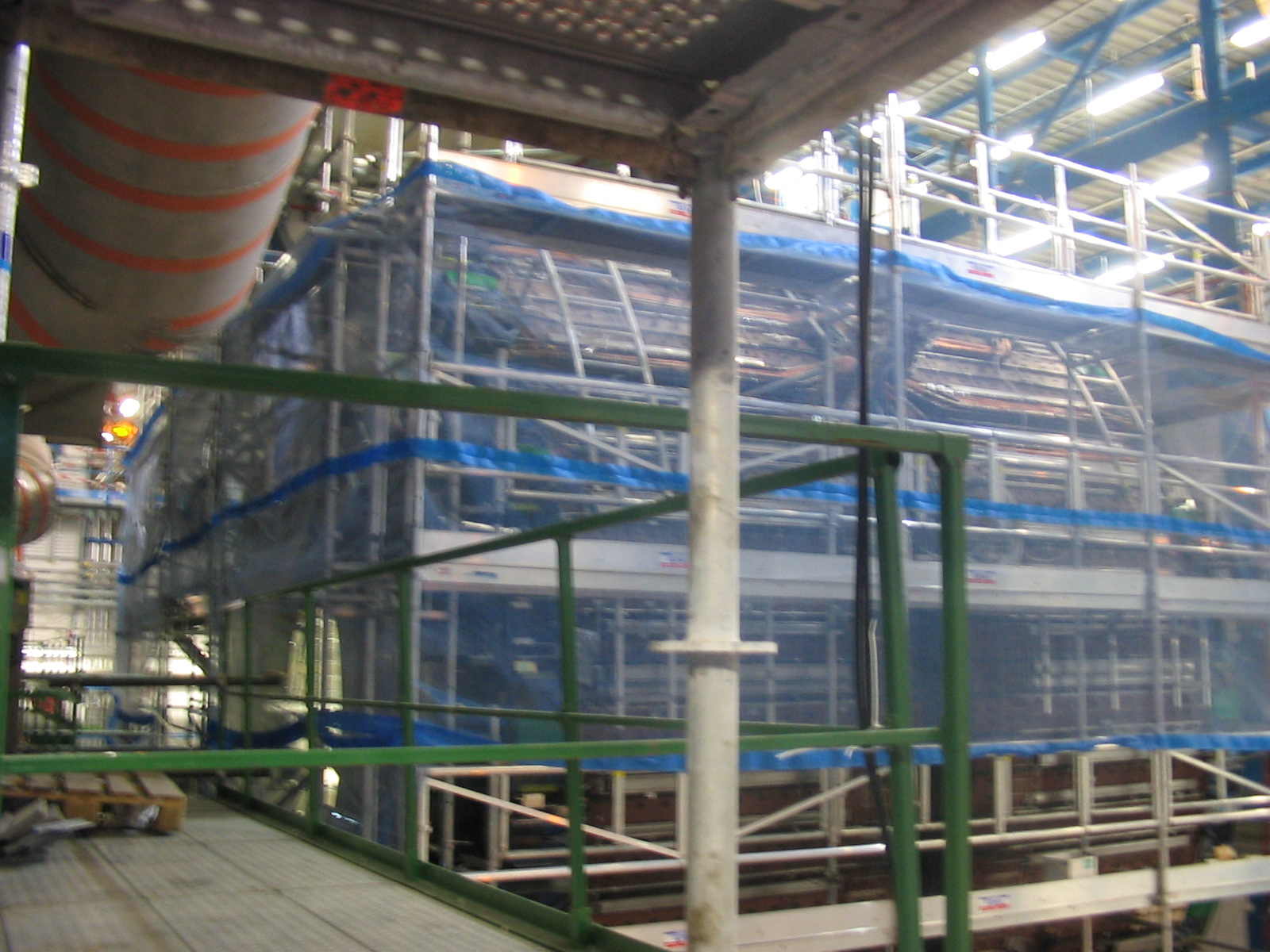
拍攝於2005年9月，强子量能器的主要筒形部分，正在等待被移入环状磁体内。

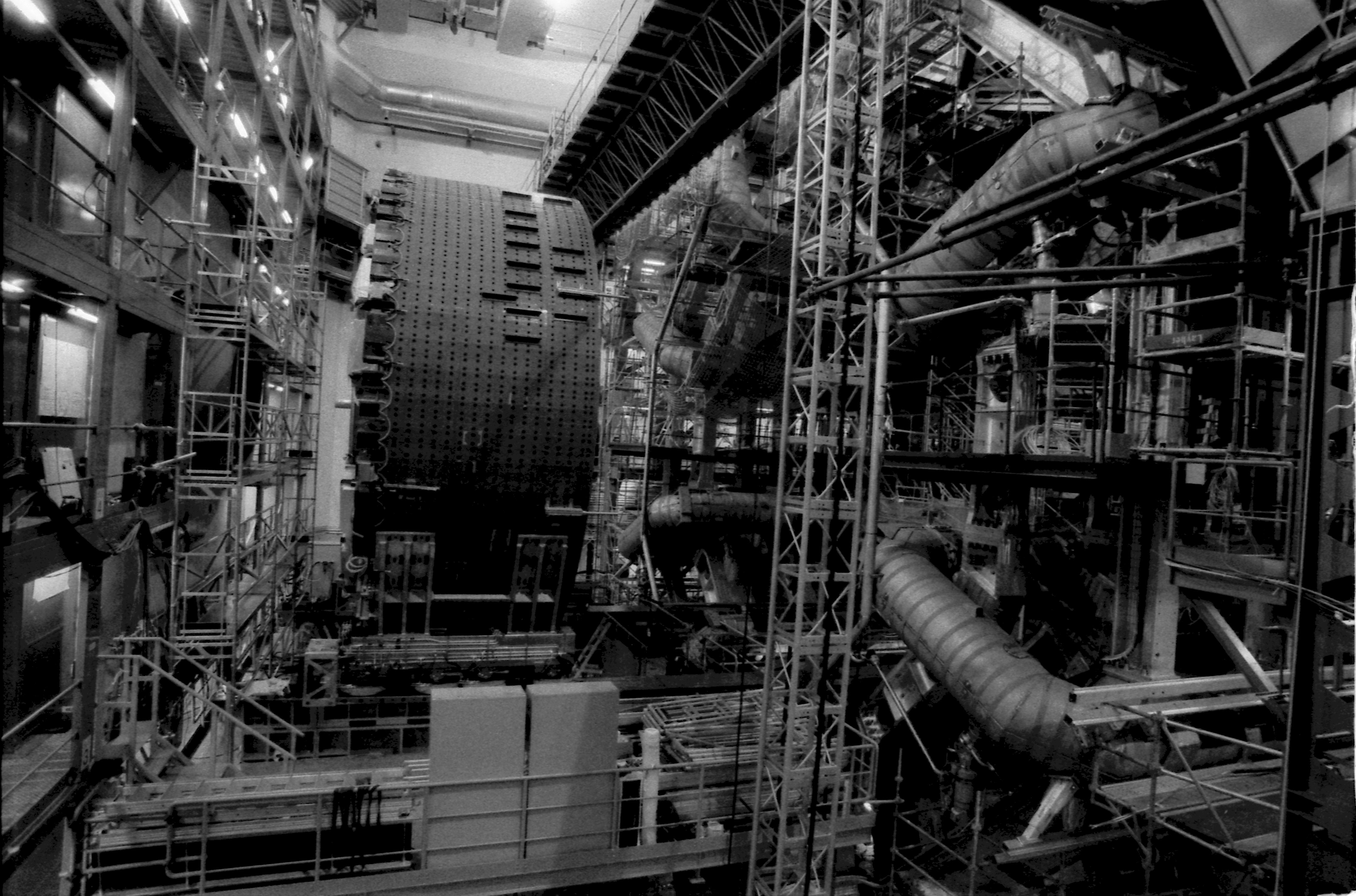
拍摄於2006年2月，强子量能器的延伸筒形部分，正在等待被置入。

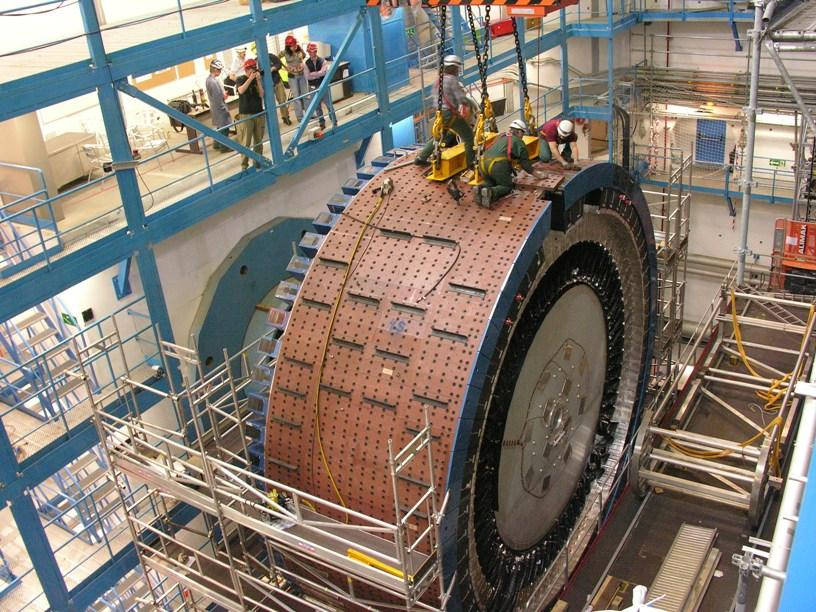
强子量能器延伸筒形部分的彩色圖像。

載有電流的螺线管包围在内部探测器的外面，而量能器又包圍在螺线管的外面。设置量能器的目的是通过吸收粒子来测量它们的能量。这裏有两種基本的量能系统：靠裏的是「电磁量能器」，靠外的是「强子量能器」。二者都屬於「採样式量能器」（sampling calorimeters）。在採样式量能器裏，吸收粒子能量產生粒子簇射的材料與與測量簇射能量的材料不同，並且隔開在不同的區域。這樣，可以選擇最具指定功能的材料。例如，高密度金屬可以在有限空間吸收粒子能量產生大量的粒子簇射，但這物質不適用於測量粒子簇射所具有的能量。採样式量能器的缺點是，有些能量沒有被測量到，因此，必須估計整體簇射能量。
电磁量能器（electromagnetic calorimeter）从涉及电磁作用的粒子中吸收能量，这包括了带电粒子和光子。电磁量能器在测量能量吸收和能量分布位置這两個方面都具有很高的精確度。粒子轨道和探测器入射粒子束轴之间的角度（确切地讲叫赝快度{\displaystyle \eta }），以及其与垂直平面之间的夹角，测量的精确度都可以达到大约0.025弧度。用於吸收能量產生粒子簇射的材料是铅，而採样的材料則是液态氩。為了促使系统足夠冷却，电磁量能器必须安裝在低温恒温器裏面。
那些能夠穿透电磁量能器，但會感受到強作用力的粒子（大多是强子），强子量能器（hadron calorimeter）會吸收它們的能量。强子量能器在测量能量吸收以及能量分布位置（大约只能精确到0.1弧度）這两個方面的精确度都稍低。用於吸收能量的材料是钢，通过閃爍磚片来採集能量数据。量能器的许多性能都综合考虑到成本和效率（即费效）。这套设备的体积很大，使用了大量的建筑材料。量能器的主要部分，即「閃爍磚片量能器」（scintillating tile calorimeter），內半径為2.28m，外半徑為4.25m，在粒子束轴向覆盖距离达12m。

### 緲子谱仪

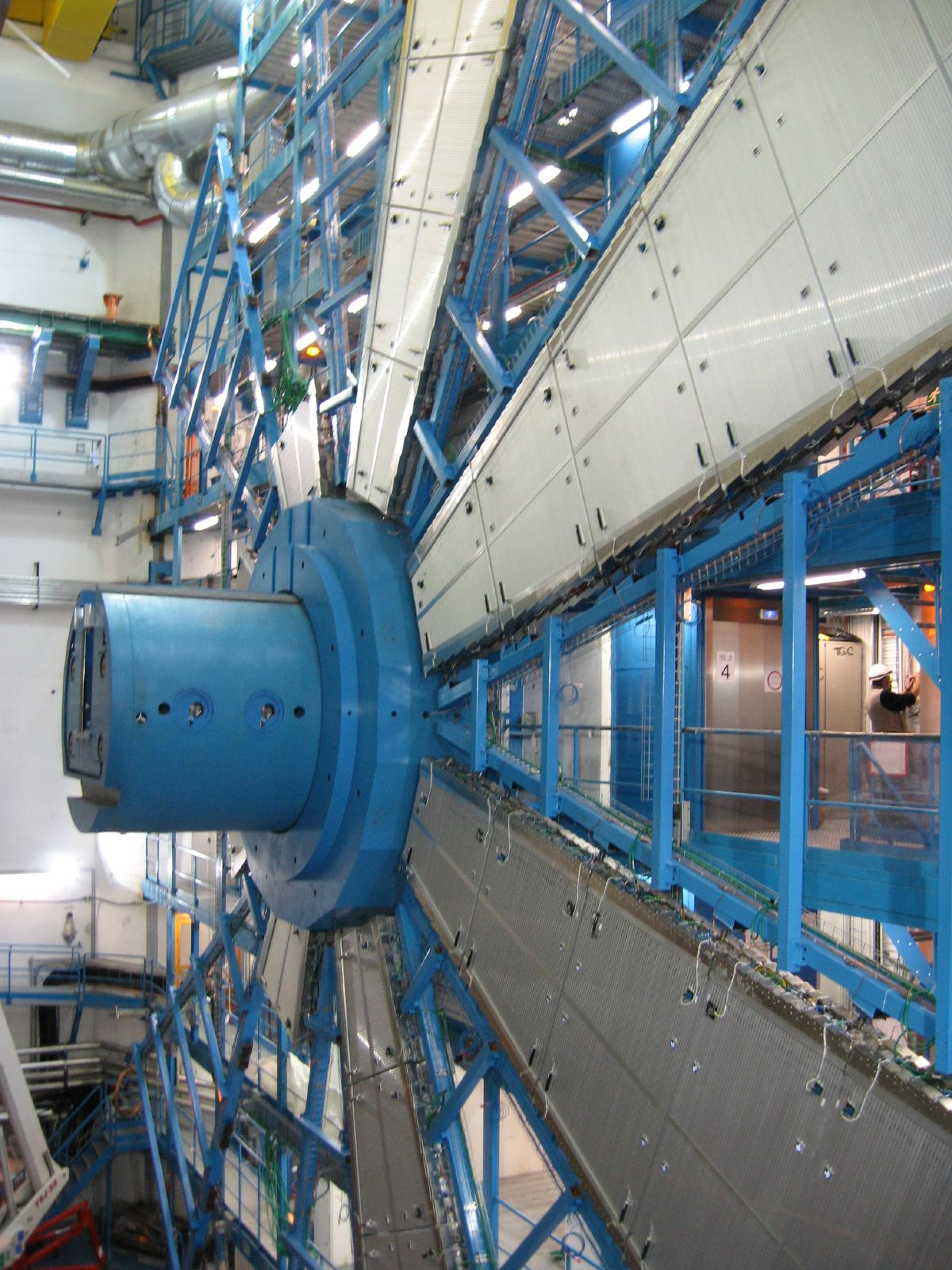
正在組裝中的緲子谱仪的銀灰色「受監控漂移管」（monitored drift tube），其主要功能為測量軌跡徑向坐標與動量。

緲子谱仪（muon spectrometer）是一个體積极大的轨迹跟踪系统，其筒型部分佔有空間從量能器外面，從半径大約为4.25m處开始，一直延伸到超環面儀器最外层，即半径大約為11m处，其端帽部分的最外層（受監控漂移管）與相互作用點之間的距離為21m。緲子谱仪必需具備有巨大的体积，才能夠精确测量緲子的动量，這些緲子已經穿過了超環面儀器的其他設備。这一步驟很重要，因为這些緲子的探測是一系列有趣物理过程的关键，假設在一个事件中有些緲子被忽略，則事件的总能量将不可能被精确地测量出來。
緲子谱仪和内部探测器的工作方式相似，可以通过被磁場偏转的緲子軌跡来确定其动量；不过，對於这过程，緲子譜儀所使用的磁鐵構型有所不同，空间精确度相较更低，体积却大得很多。
緲子谱仪也是個觸發器（trigger），能夠按照簡單準則快速地決定，哪些事件比較有價值，應該被記錄下來，哪些事件與實驗目標無關，應該被忽略。緲子谱仪具有單純识别緲子的功能。緲子谱仪大约拥有1百万读出通道，其各個探测器层总面积达到12,000m2。

### 磁鐵系统

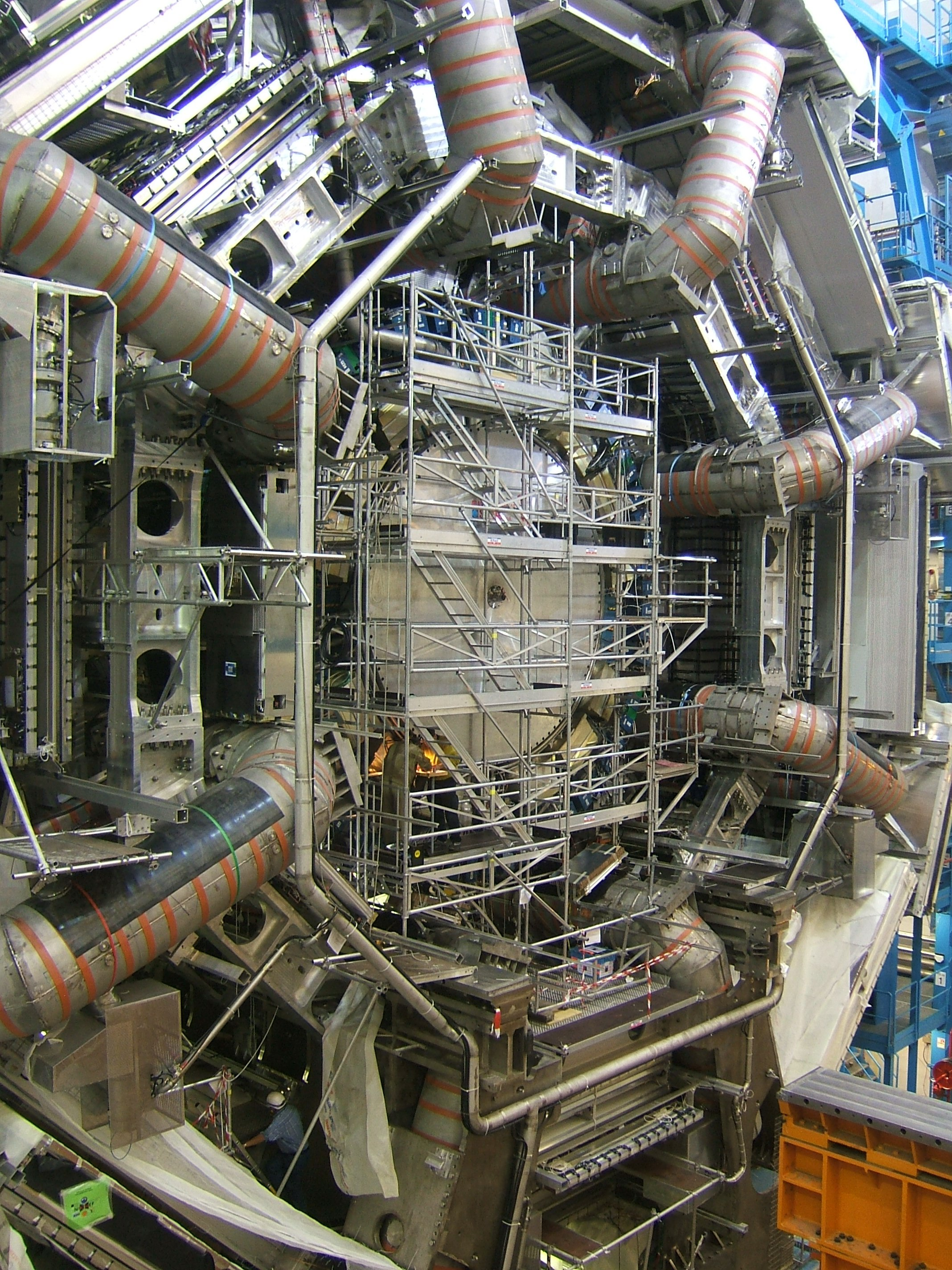
拍攝於2006年11月，正在建造中的位於外筒層的环状磁鐵系統。八个不鏽鋼真空容管將載有電流的超導線圈緊包在內，容管的外表油漆了橘色條紋圖案。這磁鐵系統是由一系列正八邊形內金屬架與外金屬架共同鞏固與支撐。

ATLAS探测器的磁鐵系统細分為四個部分，在裏層的螺線管磁鐵、在外筒層的環狀磁鐵、在兩個端蓋環狀磁鐵。这个磁鐵系统的长度有26米、直径有20米，共存储了1.6千兆焦耳（gigajoule）的能量。
它會促使带电粒子发生偏转，从而讓其他儀器测定它们的动量。这运动偏转是由於带电粒子受到了洛伦兹力，这个力的大小与粒子的运动速度成正比。由於LHC的质子碰撞所产生的每個粒子都会以接近光速的速度运动，因此不同动量粒子所感受到的力大小相等。根据相对论，当粒子运动速度接近光速时，动量和速度并不成正比；高动量粒子會發生些微偏轉，而低动量粒子会发生显著偏转，通过测量轨迹可以定量曲率，从而确定粒子的动量。
載有電流的超導螺线管會在内部探测器的相互作用點區域产生相當均勻的2特斯拉軸向磁场，直到兩端區域才降低至0.5特斯拉軸向磁场。這軸向磁场大致與徑向距離無關。这强磁场使得即使高能量粒子也能够发生足夠明顯的偏转，从而可以确定它们的动量。這强磁场接近均勻的方向和强度使得测量結果非常精确。大约400MeV以下的粒子会強烈地偏转，它们會在磁场中反复迴旋，这样它们将不会被测量到。然而，这能量级别与质子撞击产生的几能量级别的粒子能量相比，却非常小。
外筒层环状磁鐵是由8个空心超导线圈组成，主要功能是為緲子系统產生大約0.5特斯拉環狀磁場。粒子的運動軌跡與環狀磁場之間呈大約直角關係。定義磁場的「彎曲本領」為{\displaystyle \int _{\mathbb {L} }B_{\perp }\mathrm {d} \ell }；其中，{\displaystyle B_{\perp }}是磁場垂直於粒子移動路徑的分量、{\displaystyle {d}\ell }是微小路徑元素、{\displaystyle \mathbb {L} }是粒子在探測區域裏的路徑。那麼，在探測區域裏，彎曲本領可以保持很高數值。這對於粒子的動量測量非常重要。
两个端帽的环状磁鐵也是由8个的空心磁芯超导线圈组成，主要功能是為緲子系统提供最佳彎曲本領的磁場，滿足這前提，在這區域的環狀磁場大約為1特斯拉。彎曲本領大約為1-7.5Tm（特斯拉·米）。稍加比較，螺线管磁鐵可給出大約1.5-5.5Tm的彎曲本領。

### 前方的探测器
ATLAS探测器的测量还会通过位于前方区域的一系列探测器补充。这些探测器被放置在LHC隧道中远离相互作用点的位置。测量极小角度弹性散射（elastic scattering）的基本思路是为了了解ATLAS相互作用点的绝对光度。

## 数据处理分析系统
探测器会产生难以梳理的海量数据，大约每事件将会产生25兆字节的数据，而每束交叉（beam crossing）有23个粒子事件，每秒又有40,000,000个束交叉在探测器的中央产生，因此总共会有23千兆字节每秒（petabyte/s）的数据产生。触发系统利用简单信息来进行实时识别那些有趣的事件，将它们的信息保留下来以供详细的分析。总共有三个触发级别，其中一个是基于探测器电子，而另外两个主要是基于探测器附近的大型计算机集群。在第一级别的触发，每秒有大约100,000个事件被筛选出。在第三级别的触发中，大约几百个事件还被保留，提供给后续分析。如此数量的数据要求向硬盘每秒写入超过100兆字节（MB）的信息——每年则至少累积到1千万亿字节。
所有被永久存储的事件将经历脱机事件重构（offline event reconstruction），将探测器得到的信号规律转换成物理对象，例如喷注（jets）、光子和轻子。事件重构过程将会大量应用网格计算技术，使得全球范围不同大学和实验室的计算机网络能够并行处理高强度的中央处理器任务，大大减少适合用来进行物理分析的原始数据的数量。进行这些任务的软件已经研发了许多年，当实验开始进行以后，还将不断更新。
参与该实验合作的个人和团体可以利用他们自己输入的程序代码对收集到的对象数据进行深入分析，在被探测粒子的规律中寻找某种物理模型或者假想的粒子。基于对粒子的细节模拟和它们与探测器的相互作用，相关的研究已经在进行和测试。这样的仿真模拟给物理学家提供了一个良好的灵感，让他们预测哪些新粒子会被发现，以及需要多久的时间来通过足够的统计数据予以确认。

## 參閱
- 探尋希格斯玻色子時間軸

### 引用
1. ↑  . ATLAS.   [2013-10-27]. （原始内容存档于2013-10-12）.
2. ↑  . CERN Scientific Information Service. ATLAS Collaboration.   [2011-06-15]. （原始内容存档于2011-07-06）.
3. ↑  . CERN. 4 July 2012  [4 July 2012]. （原始内容存档于2012-10-29）.
4. ↑  . CERN. 2013-03-14  [2013-03-14]. （原始内容存档于2015-10-20）. The preliminary results with the full 2012 data set are magnificent and to me it is clear that we are dealing with a Higgs boson
5. ↑  Randall, Lisa, , HarperCollins: pp. 219, 2011, ISBN 9780062096890
6. ↑  Perkins, Ceri. . Atlas.ch. Feb 2008. （原始内容存档于2016-03-05）.
7. ↑  . Atlas.ch.   [2008-09-13]. （原始内容存档于2011-07-06）.
8. ↑  . CERN Press Office. 19 June 2009  [21 July 2009]. （原始内容存档于2016-03-10）.
9. 1 2  Sutton, Christine. . CERN COURIER. 20 Jan 2010  [2016-02-25]. （原始内容存档于2017-10-16）.
10. ↑  . ATLAS NEWS. ATLAS Experiment. 19 Feb 2012. （原始内容存档于2016-03-05）.
11. ↑  Anthony, Katarina. . ATLAS NEWS. ATLAS Experiment. 16 Dec 2015. （原始内容存档于2016-01-17）.
12. ↑  . ATLAS NEWS. ATLAS Experiment. 3 Jun 2015. （原始内容存档于2016-03-05）.
13. ↑  Chen, Sophia. . Physics. APS.
14. ↑   (新闻稿). CERN. 2006-11-20  [2007-03-03]. （原始内容存档于2016-03-10）.
15. 1 2  . . CERN. 1994  [2012-01-22]. （原始内容存档于2021-01-07）.
16. 1 2  N. V. Krasnikov, V. A. Matveev. . Physics of Particles and Nuclei. September 1997, 28 (5): 441–470. Bibcode:1997PPN....28..441K. arXiv:hep-ph/9703204 . doi:10.1134/1.953049.
17. ↑  . . CERN. 1994  [2012-01-22]. （原始内容存档于2004-03-02）.
18. ↑  C.M. Harris, M.J. Palmer, M.A. Parker, P. Richardson, A. Sabetfakhri and B.R. Webber. . Journal of High Energy Physics. 2005, 5 (5): 053. Bibcode:2005JHEP...05..053H. arXiv:hep-ph/0411022 . doi:10.1088/1126-6708/2005/05/053.
19. ↑  J. Tanaka, T. Yamamura, S. Asai, J. Kanzaki. . The European Physical Journal C. 2005, 41 (s2): 19–33. Bibcode:2005EPJC...41...19T. arXiv:hep-ph/0411095 . doi:10.1140/epjcd/s2005-02-008-x.[永久]
20. ↑  . . CERN. 1994  [2012-01-22]. （原始内容存档于2021-01-07）.
21. ↑  Regina Moles-Valls. . Nuclear Instruments and Methods in Physics Research. Section A, Accelerators, Spectrometers, Detectors and Associated Equipment. 2010, 617 (1/3).
22. ↑  . . CERN. 1994  [2012-01-23]. （原始内容存档于2007-05-26）.
23. ↑  Hugging, F. . IEEE Transactions on Nuclear Science. 2006, 53 (6)  [2012-02-05]. （原始内容存档于2017-06-21）.
24. ↑  Turala, M. . Nuclear Instruments and Methods in Physics Research A (Elsevier). 2001, 466 (2): pp. 243–254.
25. ↑  Abdesselam, A.;  et al. . Nuclear Instruments and Methods in Physics Research A (Elsevier). 2006, 568 (2): 642–671.
26. ↑  Moorhead, Gareth. . Nuclear Instruments and Methods in Physics Research A (Elsevier). 2002, 485 (1-2): pp. 43–53  [2012-02-09]. （原始内容存档于2021-01-07）.
27. ↑  F. Pastore. . Nuclear Instruments and Methods in Physics Research. Section A, Accelerators, Spectrometers, Detectors and Associated Equipment. 2010, 617 (1/3).
28. ↑  ATLAS Collaboration 2008，第5-6, 59, 68-70頁
29. ↑  Mitsou, V. A., ATLAS TRT collaboration. . 8th ICATPP conference on Astroparticle, Particle, Space Physics, Detectors and Medical Physics Applications, Como, Italy (World Scientific). Oct 2003  [2012-02-08]. （原始内容存档于2022-03-03）.
30. ↑  . . CERN. 1994  [2012-01-24]. （原始内容存档于2021-01-07）.
31. ↑  ATLAS Collaboration 2008，第7-10, 110ff頁
32. ↑  . . CERN. 1994  [2012-01-22]. （原始内容存档于2021-01-07）.
33. ↑  ATLAS Collaboration 2008，第11-14, 164ff頁
34. 1 2 3  ATLAS Collaboration 2008，第19頁
35. 1 2  ATLAS Collaboration 2008，第31頁
36. ↑  ATLAS Collaboration 2008，第12頁
37. ↑  . （原始内容存档于2011-06-14）.: See also 32:30 for information on the various trigger levels.
38. ↑  D.A. Scannicchio. . Nuclear Instruments and Methods in Physics Research. Section A, Accelerators, Spectrometers, Detectors and Associated Equipment. 2010, 617 (1/3).
39. ↑  . United States Department of Energy Research News. March 2004  [2009-04-29]. （原始内容存档于2021-03-01）.

## 外部連結
- Official ATLAS Public Webpage （页面存档备份，存于）  CERN的ATLAS實驗網頁（其得獎的ATLAS影片是給一般大眾的介紹）
- ATLAS合作團隊網頁 （页面存档备份，存于）（技術性內容為主）
- 位於ATLAS地下洞穴的網路攝影機
- ATLAS section from US/LHC Website
- The Large Hadron Collider ATLAS Experiment Virtual Reality (VR) photography panoramas
- Atlas Experiment News and social networking